# Диканский, Григорий Осипович
Григорий Осипович (Иосифович) Диканский (26 июля [7 августа] 1887, Симферополь — 1926, Сургут, Уральская область) — бухгалтер, кооператор, земский статистик. Эсер, делегат Всероссийского учредительного собрания. 

## Биография
Родился 26 июля (по старому стилю) 1887 года в Симферополе в семье павлоградского мещанина Иосифа Авраамовича (Абрамовича) Диканского и Розалии Марковны Диканской (1857 — 10 февраля 1912, Симферополь). С 1904 года член партии эсеров. В 1906 году выпускник Симферопольской мужской гимназии. С 1907 по 1915 год работал бухгалтером в частных фирмах Симферополя и статистиком  в Таврическом земстве.  В 1908 году начал учиться, как вольнослушатель, в Новороссийском университете.   Тогда же в 1908 году задержан по подозрению в принадлежности к партии эсеров, находился в заключении в Симферопольской тюрьме. В декабре 1915 году мобилизован в армию  рядовым, служил в действующей армии до декабря 1917 года. В 1917 году избран членом армейского комитета 7-й армии. 
В конце 1917 года избран во Всероссийское учредительное собрание от Юго-Западного фронта по списку № 1 (эсеры и Совет Крестьянских Депутатов фронта). Участвовал в единственном заседании Учредительного собрания 5 января 1918 года в Петрограде. 
В начале 1918 года демобилизован. Избран гласным Симферопольской городской думы. С августа по октября 1918 года арестован властями Крымского краевого правительства, в октябре освобождён. Член правления Крымского губернского союза.  В течение 1919 года, вместе И. И. Штваном (председателем),  П. Г. Кебадзе, Э. М. Фишером, член правления Крымского союза потребительских общества, заведовал в нём финансовым отделом.  

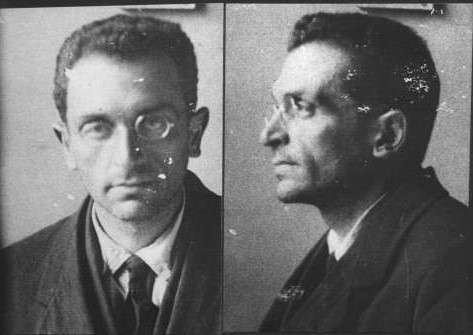
Тюремная фотография, 1921—1922 г.

10 июля 1921 года командирован из Симферополя в Москву в распоряжение Центросоюза. Начиная с 13 июля и до 2 сентября 1921 служил там на должности помощника заведующего заготовительным отделом. Участвовал в работе 10-го Совета партии эсеров. 6 сентября 1921 года арестован во время засады на квартире эсера Г. А. Белимо-Пастернакова. Заявил на допросе, что «в ПСР [...] вступил в 1904 [...]. В начале 1918 из ПСР [...] вышел, но официально об этом никуда не заявлял. По убеждениям остался по-прежнему социалистом-революционером [...]». Сначала находился в Бутырской тюрьме. С февраля по апрель 1922 содержался во Внутренней тюрьме ВЧК. 24 февраля 1922 года Президиум ГПУ включил Диканского в список эсеров, которые обвинялись в антисоветской деятельности в связи с организацией Cудебного процесса над партией социалистов-революционеров. При этом фигуранты списка на самом процессе не присутствовали, а были осуждены во внесудебном порядке. 17 мая 1922 года Диканский по обвинению в эсеровской деятельности сослан на два года в Череповец. Там служил по найму. 28 февраля 1923 года вновь арестован по обвинению в участии в контрреволюционной организации эсеров.  21 декабря 1923 года Коллегией НКВД по ст. 60 УК РСФСР приговорён к 3 годам ссылки в Сибирь. С конца марта 1924 года отбывал ссылку в Туруханске. 
В 1926 году утонул в Оби в окрестностях Сургута Тобольского округа Уральской области. 
7 декабря 1999 года был реабилитирован по делу 1923-го года на основании Закона от 18 октября 1991 года.

## Семья
- Жена — Мина Диканская[8]
  - Сын — Евгений Григорьевич Диканский (12 декабря 1914, Симферополь — ?)[8]. В действующей армии с июня 1941 года, служил в зенитной артиллерии, прошёл всю войну, ефрейтор, награждён медалью «За боевые заслуги», в июне 1945-го кандидат в члены ВКП(б)[9][10].